# 停車 (鉄道)
鉄道における停車（ていしゃ）は、鉄道車両が運転中に停止することを言う。
本項では鉄道における停車をダイヤグラム（以下「ダイヤ」と略す）や鉄道運転業務の観点から記述する。

## 運用
運転規則上、停車している車両に乗務員が乗務している場合を「列車の停車」、乗務していない場合は「車両の停車」として取り扱っている（新交通システムなどでの無人自動運転を除く）。

### 目的
停車する目的として以下のような行為が挙げられる。特に客扱い（旅客の乗降）や荷扱いを行わないものは運転停車と称する。
- 駅における旅客、貨物、荷物の取扱いや積込、荷降ろし。
- 乗務員交代や機関車の交換、車両の増解結。
- 信号場における列車の待避や列車交換。
- 車両の故障や鉄道事故を避けるための緊急停車。
- 遅延列車からの接続を行うための停車時間延長。
- その他、停止信号や運転指令所などからの停止命令による停車（「延発」や「抑止」がこれに当たる）。

### 運転整理の手法
運転整理の手法には、運休、部分運休、臨時列車、延長運転、車両運用変更、番線変更、発順序変更、着順序変更、停車種別変更、発時刻変更、列車種別変更、（複々線などの）運転路線変更などがある。
このうち発順序変更は待避の設定、待避の解除など列車の出発順序の変更をいう（着順序変更は合流駅での列車の到着順序の変更をいう）。また、停車種別変更は鉄道駅で通過とされているものを停車に変更することをいう。発時刻変更は間隔調整など列車の発時刻を変更することをいう。
上の運転整理の手法は自由に選択できるわけではなく、様々な制約条件を伴い、列車種別変更であれば快速列車と普通列車で車両数に違いがあるときは、ホームの長さが足りずに停車できない場合もありうる。

## 鉄道駅での停車

### 列車の停車時間
旅客列車の場合、基本的には列車種別や車両のドア数、また大都市の駅では乗降人員、ホームと出入口の構造（階段の位置など）、線路配線および平面交差支障時分などの様々な制約や条件を考慮して停車時分を設定する。このため明確な基準は無いものの、小規模の駅では短い場合15秒程度、長距離列車や乗降客が集中する駅では60秒から90秒程度である。またワンマン運転を行う場合は、運賃の収受や定期券の確認に時間がかかり、停車時間が延びやすい。
客扱いの他、列車交換や待避・増解結・乗務員交代・機関車交換・給炭や給水等を行う場合には停車時間が長くなる。また路線が変わったりしてダイヤの基準となる列車が変わる場合、路線境界の始終点駅で時刻調整をするために10 - 20分程度停車することもある。
貨物列車の場合には、荷役を行なう貨物駅の構造や、荷物の積込作業、入換作業の有無に大きく左右され、貨車の連結と解放を同時に行う場合は停車時間が長くなる。また着発線荷役方式 (E&S) を採用している貨物駅では、貨車の連結・解放作業なしでコンテナの荷役作業が可能である。この場合、15 - 20分程度の停車時間を要する。

### 相互発着
1面のホームに接する2線を用いて、列車を複数の番線に交互に停車させる方式である。ホームの片方に列車が停車している状態で後続の列車を待たせずに入線させられるため、列車の運転時間の間隔（運転時隔という）を狭めることができる。ラッシュ時など列車の運転時隔が密な時間帯において、乗降客の集中などで停車時間が延びやすいターミナル駅で用いられる。

## 列車の停車パターン

### 典型的な停車パターン
典型的な停車パターンとして、1.各駅停車、2.選択停車、3.主要駅停車、4.直行がある。

#### 選択停車
従来型ダイヤでは停車駅の少ない列車は各駅停車を追い越しながら運行されるが、この方式だと高速列車を利用する乗客が増えて混雑の原因となる。
そこで従来の高速列車を、停車駅を分担する複数の高速列車群に置き換え、混雑を解消しながら高速化する手法が選択停車である。地下鉄など追い越しのための設備のない路線での高速化のために導入されることもある。

### 停車パターンの組合せ
典型的な停車パターンの、1.各駅停車、2.選択停車、3.主要駅停車、4.直行を組み合わせたものに、千鳥停車、緩急結合、緩急分離、地域分離がある。

#### 千鳥停車

千鳥停車の例。同じ路線を走る二つの異なる種別が、別々の駅に到着している。

列車種別によって同一時間帯に停車駅を分散させるダイヤが混雑時間帯などに採用されることがある。速達列車の停車駅の分散化を図るもので、これを千鳥停車（ちどりていしゃ）、または千鳥式運転という。阪神電気鉄道で初めて採用された。なお、選択停車と千鳥停車の関係については、選択停車を典型的な停車パターンの一種とし、千鳥停車は典型的な停車パターンを組み合わせた方法とされる。選択停車の具体例として千鳥停車を示すものもある。
千鳥停車の例として、西武池袋線の池袋 - 所沢間を挙げる。この区間では平日朝ラッシュ時、通勤急行は急行と快速急行（Fライナーを含む）が通過する東久留米駅、保谷駅、大泉学園駅に停車する一方で、両種別が停車するひばりヶ丘駅を通過する。また、急行と快速急行が停車する石神井公園駅を通勤準急は通過し、一方で急行と快速急行が通過する保谷駅には有料のS-TRAIN（平日ダイヤのみ）が停車している（1998年3月 - 2001年12月までと、2018年3月以降現在に至るまで、大手私鉄では最も多い10種もの列車種別を設定）。
千鳥停車を全列車に拡大することで運転時隔を狭め、増発の余地を作ることができるメリットがある。しかし千鳥停車ダイヤは、対象駅においては上位種別の停車駅を下位種別の列車が通過するダイヤとなるため、その路線に慣れていない利用者にとっては利用しづらく、誤乗により下車駅を通過してしまったり、停車駅が増えることによる所要時間が伸びるリスクもあるため採用をためらう鉄道事業者も少なくなく、メリットは減殺されるが種別や時間帯などを限った上で採用される傾向にある。時間帯別千鳥停車ダイヤの例を挙げると小田急小田原線の平日朝ラッシュ時の場合、快速急行は向ヶ丘遊園駅・成城学園前駅を通過し登戸駅に停車するが、通勤急行は向ヶ丘遊園駅・成城学園前駅に停車し登戸駅を通過する。

#### 緩急接続

遅い列車 (1) と速い列車 (2) との緩急接続がEcho駅で行われる場合の列車の動向、および時刻表、ダイヤグラム上の記載。

待避駅において、停車駅・速度の異なる列車（普通列車と快速列車・優等列車など）を相互に乗り換えられるようにすることを緩急接続という。アナウンスでは緩急接続を「待ち合わせ」「各駅停車に連絡（接続）」などと案内する場合が多い。
速度の遅い列車（緩）と速い列車（急）が「接続」することから「緩急接続」と呼ぶ。「緩急結合」「相互接続」とも呼ばれる。
緩急接続によって、普通列車しか停車しない駅から乗車した場合でも、緩急接続駅で速達列車に乗り換えることで、目的地駅までの所要時間が短縮するなど、路線全体の駅に利便が及ぶ。その反面、速達列車側に乗客が集中することで混雑したり、待ち合わせにより普通列車の所要時間が増える短所を持つ。そのため、通勤時間帯など利用が集中する場合は、あえて緩急接続を行わず、混雑の平均化を図る場合が多い。これを緩急分離という。

### 運転停車
運転停車とは、機関車の交換、荷物の積み降ろし、乗務員の交替、単線区間の行き違いなどを目的として停車することで、客扱い（乗客の乗降）を行わない場合の停車を指す。「運停」と略される。主に小駅や信号場における列車の行き違いや待避、スイッチバックによる方向転換、乗務員の交代や機関車の付け替えといった運転上必要な業務を行うためのものが多い。比較的走行距離が短い夜行列車では時間調整として行われる場合もある。踏切設備の都合上やATS誤作動防止の観点で、出発信号機が停止信号定位になっているなど、通過禁止駅および通過禁止信号場になっている場所では、回送列車などの特殊列車も必ず運転停車することになる。
ヨーロッパ各国では、ほぼ等間隔に特急列車が運行されている場合が多いが、そのダイヤに他国からの国際列車をそのまま組み込むのは運用上好ましくない。そのため国際列車も、ある特定の自国内で運転する場合は、自国内の都市間特急の1列車として扱うことが多いが、区間によっては各国の鉄道事業者間での調整がつかず、途中駅での長時間の運転停車が避けられない場合がある。
なお、日本では列車の扉が自動扉で無かった時代は、客扱いを行わない停車は多く存在しなかった。例えば、1957年に北陸本線の田村駅 - 敦賀駅が交流電化された時、それまで気動車の区間列車しか停車しない小駅に過ぎなかった田村駅にも、機関車交換のために急行列車を含む全列車が停車するようになったが、当時の客車は自動扉ではなかったため、急行列車も客扱いを行っていた。自動扉を持った車両が増えてきた時代に起こった有名な運転停車に関する事件として、1961年の「サンロクトオ」改正における特急「白鳥」をめぐり能生駅で起こった「能生騒動」や、1982年に名古屋駅で起こった寝台特急「紀伊」機関車衝突事故がある。また、運転停車から定期列車停車駅に変更した例（「サンライズ出雲」における新見駅への新規停車など）もある。

### 臨時停車・特別停車

#### 臨時ダイヤでの鉄道駅での停車
本来はその駅を通過する列車を停車させることを「臨時停車」「特別停車」と称する。これは、通常より多くの乗降客が発生し所定の停車列車では利用者を輸送しきれない場合や特に利便性を図る必要がある場合に行われる。臨時駅では、臨時列車を除くすべての停車列車が臨時停車扱いとなる。
「臨時停車」は特定の日・時間帯に停車させるもの、「特別停車」は特定の列車および特定の曜日や時間帯について毎日停車させるものと使い分けされることが多い。
以下の例がある。
- 最寄りのサッカー場・野球場・公営競技施設等で試合やレース・催事が開催される場合
- 行楽やイベントなどの催事で停車する場合
  - 寺社で正月三が日の初詣や大規模な祭事が開催されることがある（初詣臨時列車も参照）。
  - 受験シーズンに受験会場近くの駅でも行われる。

その他にも2016年（平成28年）1月21日に、普通列車の誤通過により駅に取り残された2名を救出するためJR北海道の特急「北斗」が小幌駅に臨時停車した事例がある。この場合は救出者以外の乗降は不可能である。
なお、国の要人を乗せた列車は、当該人物や関係者の要請により、本来の停車駅以外の駅で臨時停車することもある。

#### 非常事態での鉄道駅での停車
突発的なものとして、本来は停車駅でない駅に緊急を要する急病人の救護手配の必要の出た場合や車内で犯罪行為が発生した場合などに、列車を緊急的に直近の駅に停車させる場合もあり、これを「緊急停車」と呼んでいる。
列車内で急病人が発生した場合、駅間で停車するとかえって救急輸送が遅れるおそれがあるため次の停車駅（場合によっては通過駅）で緊急停車することがありうる。しかし、地震による停電や車両故障の場合には軌道上で緊急停止することがあり、最寄駅への徒歩での搬送、救援列車への乗り換えなどもありうる。駅間に停止する機外停止については次節参照。
なお、受験生などの乗り間違えから通過駅に停車させる「温情停車」が発生したことがあるが、この例では後発列車の運行に影響がないことを確認した上での「特別の措置」とされた。

#### 本来停車する駅の通過
駅構内や周辺での刑事事件、事故、自然災害、不発弾処理、サミット開催などで駅が閉鎖された場合や、ホームのない線路や他路線に迂回運転を行う場合、線路切り替え工事を行う場合は、本来停車する駅を通過することがある。

## 機外停止

### 定義
機外停止とは、列車が鉄道駅と鉄道駅の間に停車することをいう。
ダイヤの乱れが小さい場合には数十秒から数分程度である。しかし、人身事故や車両故障などを伴う場合、長いときには2時間から3時間以上に及ぶことがある。
列車が鉄道駅に停止している場合にはホームを利用することが可能であるが、機外停止の場合には乗降に問題がある。機外停止を避けるために遅れている列車の後ろを走行する列車も時間調整を行うことがある。
なお、列車の緊急停車時に発煙筒を運転室上の屋根で用いるための装置として信号炎管装置がある。

### 鉄道駅以外での緊急停車
鉄道駅以外での緊急停車の事例としては、猛吹雪、山火事の接近などがある。
列車が鉄道駅間を走行中に火災や車両故障などが発生した場合には、緊急停車し、やむを得ず当該場所で乗客を降車させることがありうる。鉄道駅間で停車した列車から乗客を降車させる方法は、一般的には避難はしごが使用されるが、車両の扉の数よりも搭載数が少ない場合が多いとされ、鉄道会社によっては1編成に1か所しかない場合がある。
鉄道駅間で停車した鉄道車両からの降車には4つの制約があるとされる。
1. 車両上の制約 - ドアの枚数や大きさ、避難はしごの数などによる制約がある[24]。
2. 地域上の制約（地形上の制約） - 車両と線路との間の高さや角度による制約で、土手や盛土があると避難はしごの角度に差が出る[24]。また、降車場所がバラスト（砂利）かコンクリートかでも避難時間に差が出ると考えられている[24]。
3. 乗客による制約 - 乗客属性によるもので、乗客の年齢や乗客が地元住民か地域外の観光客かなどによって避難時間に差が出ると考えられている[24]。
4. 誘導上の制約 - 乗客数に対する乗務員の数や誘導案内表示の有無などによる制約である[24]。

降車後の避難通路の確保も課題になっており、先頭車の避難はしごが降車後の乗客の移動の支障の要因となることがあるとされ、貫通型の車両では避難はしごを側面扉ではなく前面貫通路に設置することも検討すべきとされている。